# Titularbistum Taparura
Taparura ist ein ehemaliges Bistum der römisch-katholischen Kirche und heute ein Titularbistum.
| Nr. | Name                     | Amt                                      | von                | bis             |
| --- | ------------------------ | ---------------------------------------- | ------------------ | --------------- |
| 1   | Mark Kenny Carroll       | emeritierter Bischof von Wichita (USA)   | 27. September 1967 | 16. Januar 1976 |
| 2   | Gilbert Ignatius Sheldon | Weihbischof in Cleveland (USA)           | 12. April 1976     | 28. Januar 1992 |
| 3   | Pietro Gabrielli SDB     | Apostolischer Vikar von Méndez (Ecuador) | 1. Juli 1993       |                 |